# Kristiana Vulcheva
Kristiana Vulcheva (12 de Março de 1959, Sófia, Bulgária) é uma enfermeira búlgara que foi presa e acusada por ter, juntamente com mais 5 profissionais de saúde, infectado mais de 400 crianças com o VIH/SIDA, de forma deliberada, no Hospital El-Fatah em Benghazi, na Líbia.

## História pessoal
Nascida no seio de uma família de lavradores em Sófia, em 1991 Kristiana Vulcheva decidiu tentar a sua sorte além fronteiras. Escolheu a Líbia pelo clima (com muito sol) e pelos bons salários. Começou a trabalhar na unidade de hemodiálise em Benghazi, a cerca de 1,5 km do hospital infantil onde o caso da infecção com o VIH/SIDA despoletou em 1998.

## Julgamentos na Líbia
Kristiana Vulcheva e os outros profissionais de saúde (1 médico e 4 enfermeiras) foram acusados e presos, em 1999, por alegadamente infectado 438 crianças com o VIH/SIDA no hospital em Benghazi. Todos negaram as acusações. Cientistas estrangeiros concluíram que, muito provavelmente, a epidemia teria sido causada pelas poucas condições de higiene e saneamento do hospital em questão. As enfermeiras Snezhana Dimitrova, Nasya Nenova, Valya Cherveniashka, Valentina Siropulo e Kristiana Vulcheva, e o médico Ashraf Juma Hajuj foram condenados à pena de morte em 2004. O Supremo Tribunal da Líbia exigiu um recurso da sentença depois das manifestações da comunidade internacional sobre o veredicto. No entanto, a mesma sentença foi proferida num segundo julgamento em Dezembro de 2006, apesar de os relatórios científicos referirem que a epidemia de VIH teria começado no hospital antes de os 6 funcionários terem iniciado funções no local. Algumas enfermeiras chegaram mesmo a afirmar que teriam sido torturadas e abusadas para confessarem o crime que não cometeram. A terceira vez que foram condenadas à pena capital foi no dia 11 de Julho de 2007. No mesmo ano, o Alto Conselho Judicial da Líbia decidiu comutar as penas de morte atribuídas às 5 enfermeiras búlgaras e ao médico palestiniano para prisão perpétua.

## Libertação
Após longas e intensas negociações entre Tripoli (capital da Líbia) e a União Europeia, e depois de 2.755 dias na prisão (quase 8 anos) a Líbia concordou que os reclusos poderiam cumprir as respectivas penas na Bulgária. No entanto, assim que chegaram a território búlgaro, os 6 condenados receberam de imediato uma ordem especial de perdão, por parte do presidente Georgi Parvanov. O acordo para a libertação dos profissionais de saúde resultou de anos intensos de pressão internacional, especialmente por parte da União Europeia. "Sem essa pressão internacional, não teríamos sido hoje libertados", refere Vulcheva numa entrevista em 2007, quando visitou o Parlamento Europeu. A campanha internacional para ilibar os funcionários de saúde sempre se focou na possibilidade de estes terem sido os bodes expiatórios para as grandes falhas do sistema de saúde líbio . "O regresso das enfermeiras e do médico é resultado directo da entrada da Bulgária para a União Europeia e da solidariedade que toda a UE mostrou ter para com a Bulgária", afirmou o primeiro-ministro búlgaro Sergei Stanishev, após a libertação das 6 pessoas.

## Publicações
Em 2008 Kristiana apresentou o seu livro "8 Anos como Refém em Gaddafi", publicado em búlgaro e escrito em colaboração com a jornalista Mirolyuba Benatova. O livro foi publicado com diferentes títulos em francês, alemão e inglês.

## Vip Brother
Kristiana foi em 2009 uma das concorrentes no reality show VIP Brother na Bulgária, uma espécie de Big Brother Celebridades, em que cada concorrente compete por uma causa de caridade social.